# Cangur (indumentària)

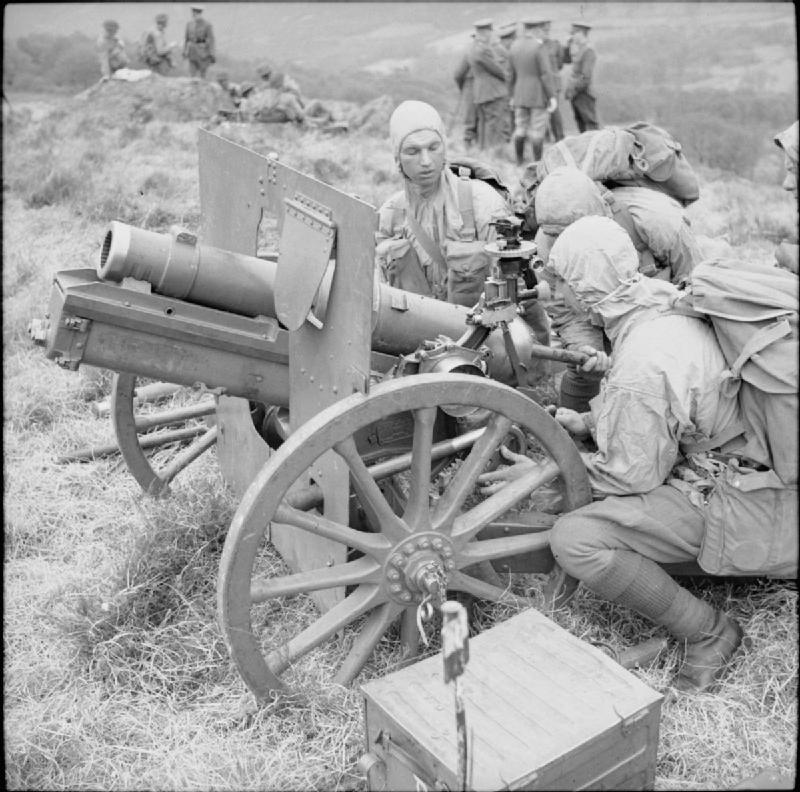
Artillers britànics (1942) amb cangur

El cangur, en contextos indumentaris, és una peça superior externa en teixit impermeable i lleuger, tancada, rematada a la cintura, amb mànigues i amb caputxa incorporada; duu una butxaca de trau a l'altura del pit, així com cordons d'ajust a la cintura i als punys. Quan no cal usar-lo es plega sobre si mateix i es desa a la butxaca ansdita, amb la qual cosa pren forma de bossa amb corda elàstica que es pot dur entorn de la cintura.
La funció del cangur és protegir de la pluja i, eventualment, del vent; no és pròpiament peça d'abrigar, donada la seva lleugeresa, però hi està emparentada en la mesura que protegeix de les inclemències del temps. En particular, és peça molt pràctica com a impermeable per a dur d'excursió, o bé pel carrer quan amenaça pluja, per la rapidesa amb què pot desplegar-se i col·locar-se, i per la comoditat amb què pot dur-se plegat mentre no cal usar-lo.
El nom de cangur aplicat a aquesta peça al·ludeix a la bossa característica, per comparació metafòrica amb la bossa dels marsupials (marsupi). En espanyol rep una denominació paral·lela, canguro. En la majoria de llengües, però, és anomenat K-Way, nom que li donà el seu creador, Léon-Claude Duhamel (1965).
El cangur fou peça molt popular als anys seixanta i setanta. Posteriorment ha passat de moda, i el seu ús s'ha rarificat, tot i que continua fabricant-se.